# Pedro Rodríguez Ponga
Pedro Rodríguez Ponga (La Felguera, Langreo, 1882 - Madrid, 1917) fue un médico psiquiatra e investigador español, discípulo de Ramón y Cajal.

## Biografía
Pedro Rodríguez Ponga nació en La Felguera (Asturias) y estudió medicina en las universidades de Salamanca y Madrid además de cursos universitarios en París y Berlín. Destacó por ser pionero en la investigación psiquiátrica y neurocirugía en España, pero su carrera se vio truncada por su prematura muerte a los 32 años a causa de la tuberculosis. Tuvieron relevancia sus estudios sobre cómo afecta el consumo de alcohol al cerebro, aseguró que este era un órgano intervenible quirúrgicamente y fue también pionero en el estudio de las alucinaciones. Trabajó en un medicamento para recuperar las neuronas del cerebro
Rodríguez Ponga fue políticamente maurista, de convicciones religiosas y humanista. Dedicó parte de su tiempo a enfermos de diversas instituciones madrileñas, por lo que se le concedió la Medalla de Oro de Cruz Roja Española en 1909.
Su hijo, Pedro, fue síndico en la Bolsa de Madrid y su nieto Estanislao Rodríguez-Ponga fue secretario de Estado de Hacienda durante el último Gobierno de José María Aznar.

## Obras
- Memoria acerca de los conocimientos auxiliares de la medicina, 1905
- Estudios psiquiátricos. La Monoidea, teoría aplicada a la clínica de las enfermedades mentales, 1909
- Patología de las sensaciones y percepciones, 1912